# Mohamed Barakat
Mohamed Barakat Ahmed Bastamy (El Cairo, 20 de noviembre de 1976) es un exfutbolista egipcio que jugaba como extremo o mediapunta. Jugó la mayor parte de su carrera en el Al-Ahly, donde permaneció durante 9 temporadas, desde 2004 hasta su retiro en 2013.
Luego de ocurrida la Tragedia de Puerto Saíd, Barakat, junto con otros dos jugadores, anunció que se retiraría del fútbol profesional. No obstante, regresó a las canchas para jugar una temporada más y ayudar a su equipo a ganar la Liga de Campeones de la CAF 2012. Luego de finalizar la temporada, Barakat, anunció su retiro oficial el 30 de junio de 2013.
En su palmarés, a nivel clubes, tiene: 8 Ligas Premier de Egipto, 3 Copas de Egipto, 6 Supercopas de Egipto, 1 Campeonato de Clubes Árabes, 4 Ligas de Campeones de la CAF y 4 Supercopas de la CAF.
En su palmarés, a nivel selección, tiene: 1 Copa Africana de Naciones y los Juegos Panarábicos del 2007.

## Clubes
| Club                | País           | Año       |
| ------------------- | -------------- | --------- |
| Al-Sekka Al-Hadid   | Egipto         | 1996-1998 |
| Ismaily S. C.       | Egipto         | 1998-2002 |
| Al-Arabi S. C.      | Catar          | 2002-2003 |
| Al-Ahli Saudi F. C. | Arabia Saudita | 2003-2004 |
| Al-Ahly             | Egipto         | 2004-2013 |

- Datos: Q2105833